# Neckeradelphus
Neckeradelphus là một chi rêu trong họ Neckeraceae.